# غوران بيترسون
غوران بيترسون (بالسويدية: Göran Pettersson)‏ هو سياسي سويدي، ولد في 1960. نشط حزبياً في حزب التجمع المعتدل. وقد انتخب عضو البرلمان السويدي ‏.